# Роберто де ла Роса
Роберто Карлос де ла Роса Гонсалес (ісп. Roberto Carlos de la Rosa González; нар. 4 січня 2000, Текскоко, Мексика) — мексиканський футболіст, нападник клубу «Пачука».

## Клубна кар'єра
Де ла Роса — вихованець клубу «Пачука». 13 серпня 2017 року в матчі проти УАНЛ Тигрес він дебютував в мексиканській Прымері, замінивши у другому таймі Анхело Сагаля.

## Міжнародна кар'єра
У 2017 році в складі юнацької збірної Мексики да ла Роса виграв юнацький чемпіонат Північної Америки в Панамі. На турнірі він зіграв у матчах проти команд Сальвадору, Ямайки, Панами, Коста-Рики і двічі США. В поєдинках проти коста-риканцыв і американців Роберто забив три голи.
У тому ж році де ла Роса взяв участь в юнацькому чемпіонаті світу в Індії. На турнірі він зіграв у матчах проти однолітків з Іраку, Англії, Чилі та Ірану. В поєдинках проти іракців та іранців Роберто забив по голу.

## Досягнення
Міжнародні
 Мексика (до 17)
- Юнацький чемпіон КОНКАКАФ (U-17): 2017